# Dorfkirche Siedengrieben

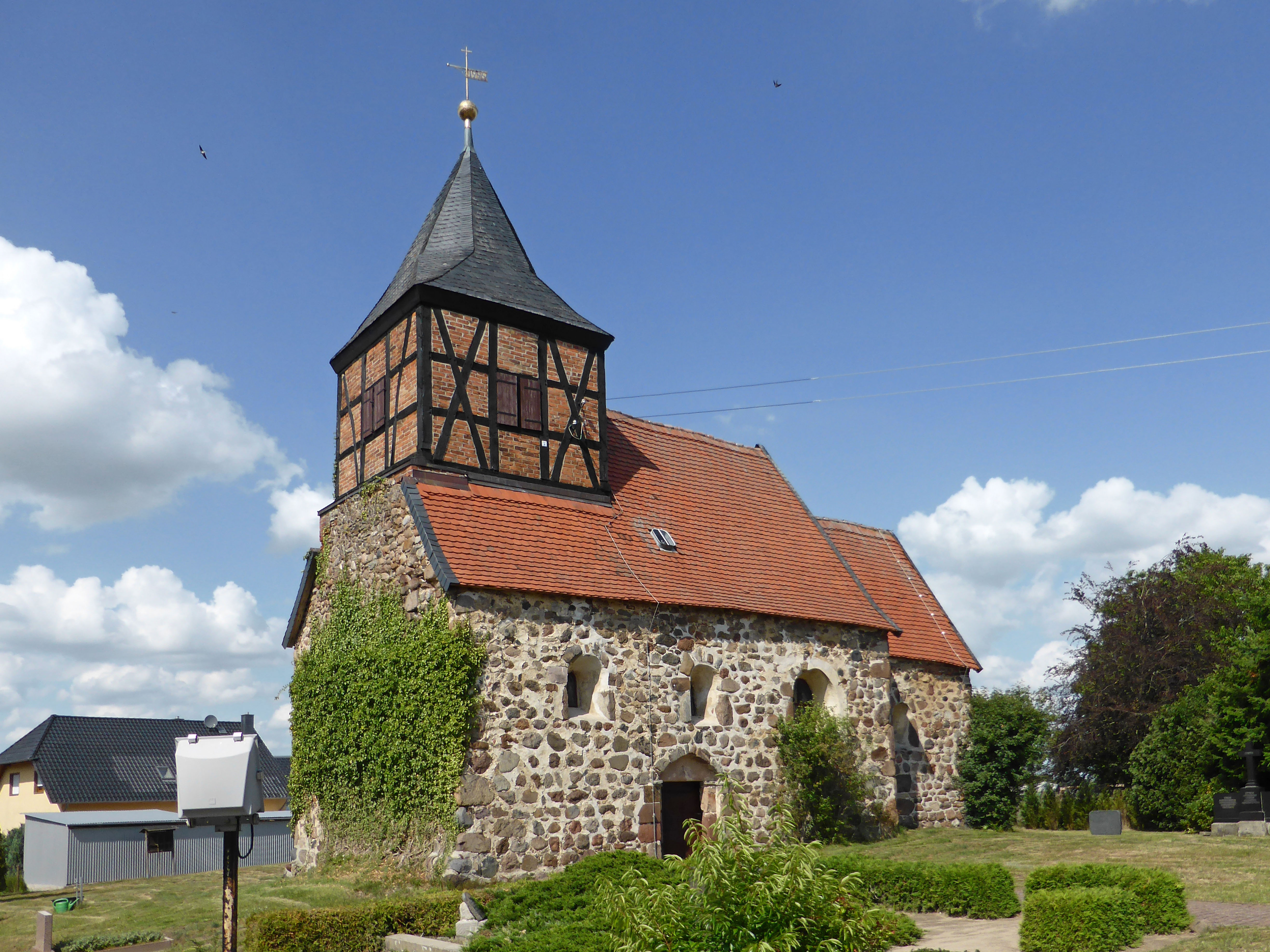
Dorfkirche Siedengrieben

Die evangelische Dorfkirche Siedengrieben ist eine spätromanische Saalkirche im Ortsteil Siedengrieben von Beetzendorf im Altmarkkreis Salzwedel in Sachsen-Anhalt. Sie gehört zum Pfarrbereich Beetzendorf im Kirchenkreis Salzwedel der Evangelischen Kirche in Mitteldeutschland.

## Geschichte und Architektur
Die Kirche ist eine spätromanische Saalkirche in unregelmäßigem, lagig versetztem Feldsteinmauerwerk mit eingezogenem Chor und Apsis aus der Zeit um 1200 und wird durch einen Fachwerk-Dachturm mit Pyramidendach aus dem Jahr 1807 akzentuiert. Sie steht am nordöstlichen Ende des ehemaligen Sackgassendorfs und ist von einem Friedhof umgeben. Aus der Bauzeit stammen die beiden einzelnen, hochliegenden rundbogigen Seitenfenster des Chores. Die gleiche Form haben das Apsisfenster und die kleinen seitlichen Fenster des Schiffs; die größeren Fenster des Schiffs wurden nachträglich eingebracht. Das Gewände des südlichen Schiffsportals besteht aus großen Feldsteinen und ist gestuft; eine ehemalige Priesterpforte am Chor ist vermauert.
Die Apsis ist von einer Halbkuppel überwölbt, der Chor von einem Gratgewölbe. Die Rundbögen in Chor und Apsis stammen wohl noch aus der Bauzeit. Im Innern sind teilweise noch originale Rankenmalereien erhalten, die aber in der Neuzeit überarbeitet wurden. Die Wandmalereien, die vermutlich großenteils noch aus der Mitte des 14. Jahrhunderts stammen, zeigen inmitten von Rankenwerk eine Kreuzigungsszene in der Apsis, zwei weibliche Heilige an den Seiten der Apsis sowie an den Chorseitenwänden: Die Vier Evangelisten wurden im Jahr 1931 überarbeitet.
Die Dorfkirche steht unter Denkmalschutz und ist als Baudenkmal mit der Erfassungsnummer 094 90314 im Denkmalverzeichnis von Sachsen-Anhalt registriert.

## Ausstattung
Der Altarstipes ist wohl noch mittelalterlich. Das aus einem Stamm gearbeitete Sakramentshaus hat noch alte Beschläge und stammt wohl noch aus dem späten Mittelalter.
Die übrigen Teile der schlichten Ausstattung erhielt die Kirche bei einer Instandsetzung durch Friedrich Wilhelm Dieterichs in den Jahren 1738/39.
Die große, vermutlich aus dem 13. Jahrhundert stammende Glocke wurde nach der Ablieferung für Kriegszwecke nach dem Ende des Zweiten Weltkriegs zurückgegeben. Die kleinere Glocke ist ebenfalls noch mittelalterlich und ist mit mehreren Medaillons am Mantel verziert.